# Dame (fortification)
Pour les articles homonymes, voir Demoiselle et Dame.
Une dame ou demoiselle, en termes de fortifications, est un obstacle massif de forme cylindrique ou tronconique qui, posé comme couronnement sur une enceinte, interdit à tout assaillant de la cheminer.
Le mot dame  employé dans ce contexte dérive probablement du terme francique ou allemand Damm qui désigne un barrage. Le terme demoiselle est une extension de ce mot.

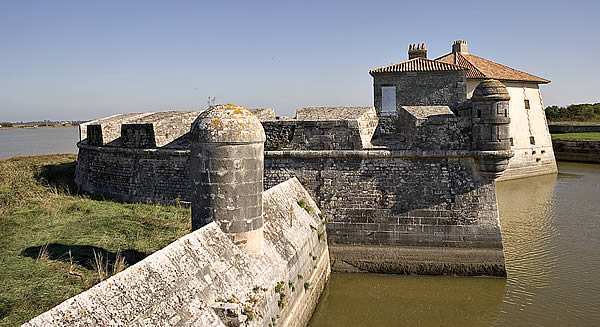
Le batardeau du Fort Lupin surmonté d'une dame.
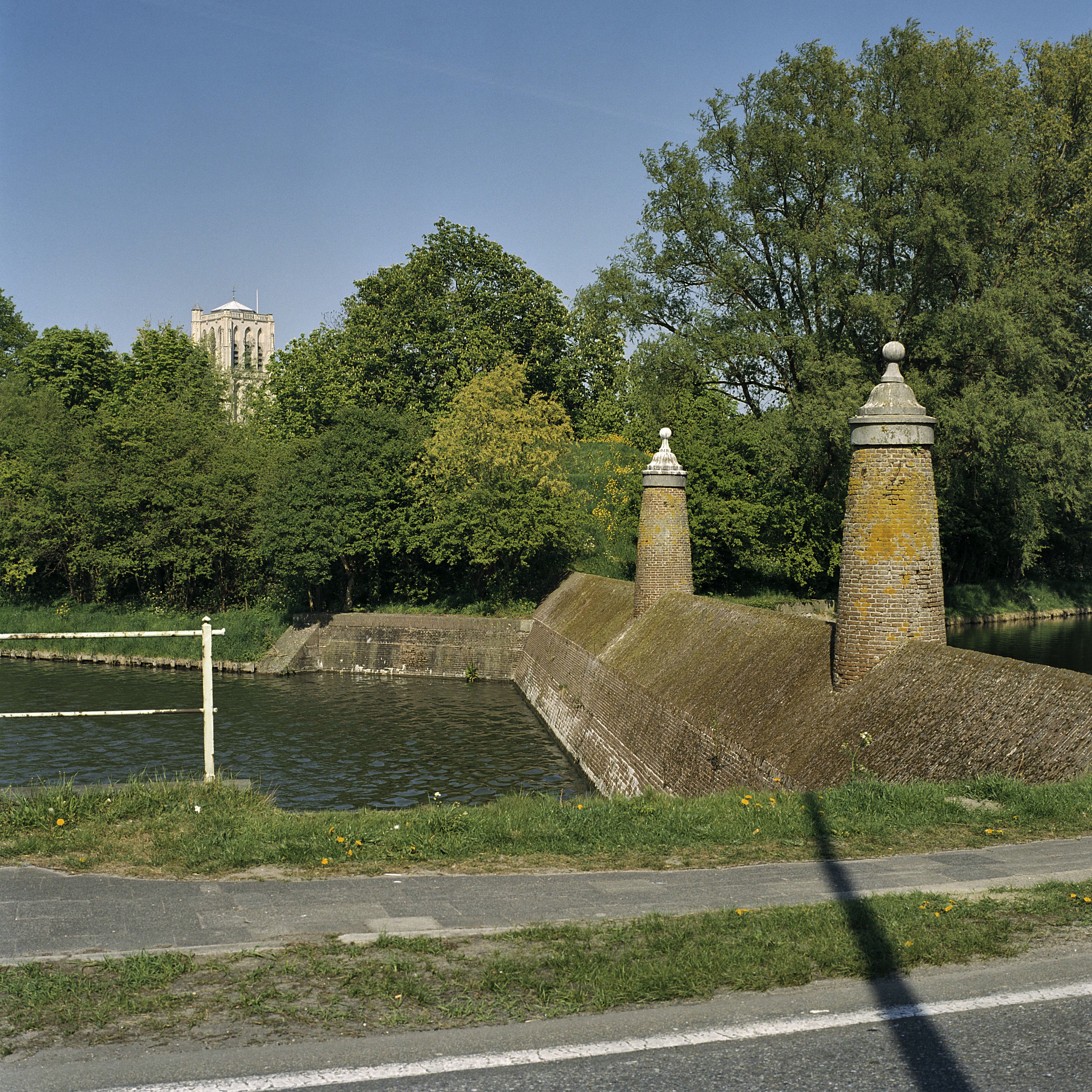
Deux dames sur un batardeau constituant l'ancien système de fortification de la ville de Brielle.